# Mont Brouillard
Le mont Brouillard est un sommet culminant à 4 068 m d'altitude qui se situe dans le massif du Mont-Blanc. Il est situé en Vallée d'Aoste, en Italie. Son accès se fait par le refuge Monzino (2 561 m). On peut passer par ce sommet pour effectuer l'ascension du mont Blanc.

## Toponyme
L'abbé Joseph-Marie Henry révèle la vraie origine du toponyme, fruit d'une déformation du terme francoprovençal breuil, indiquant dans le patois valdôtain un replat lacustre et marécageux de haute montagne, comme pour le Breuil. Le terme broilla, d'où dérive Brouillard, se réfère donc à un mont avec plusieurs breuils.

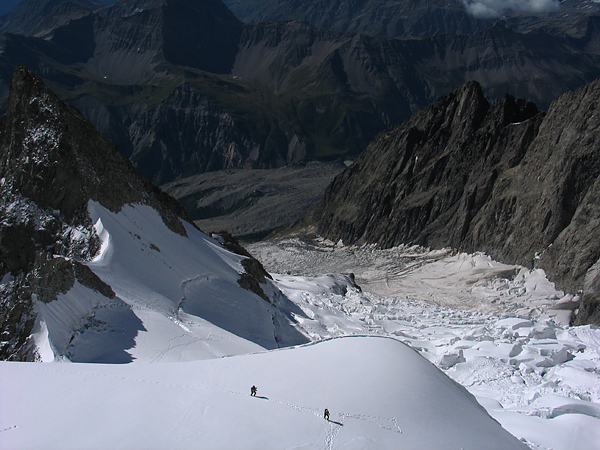
Le glacier du Brouillard.
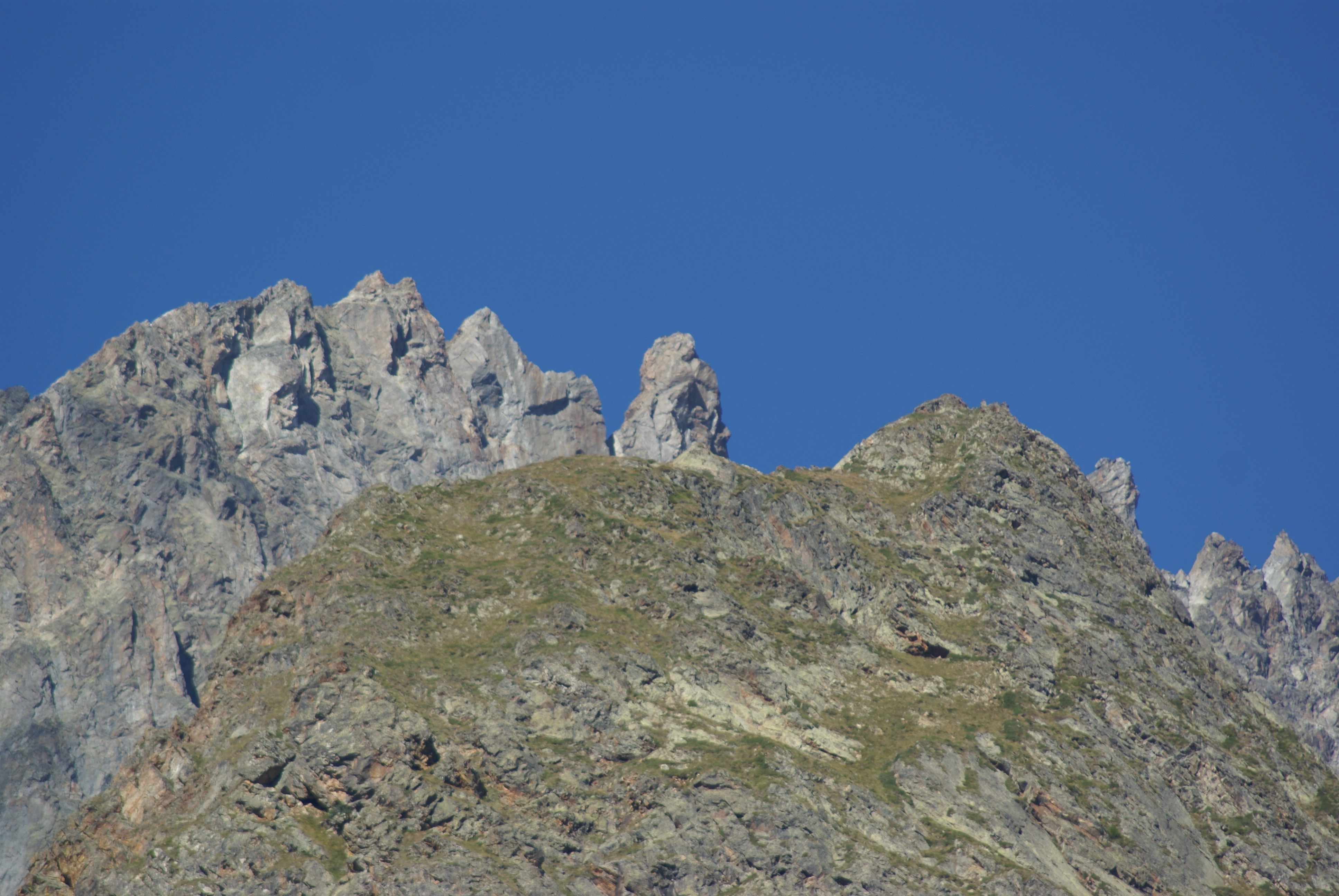
Le mont Brouillard vu du val Vény.